# Bündnis der Nation
Das Bündnis der Nation (türkisch Millet İttifakı) ist ein im Mai 2018 gegründetes Wahlbündnis, das mit den Präsidentschafts- und Parlamentswahlen im Juni 2018 begann und zwischen der Republikanischen Volkspartei (CHP), der Guten Partei (İYİ), der Demokratischen Partei (DP) und der Glückseligkeitspartei (SP) besteht. Das Bündnis soll eine Fortsetzung der Zusammenarbeit jener sein, die sich bei der Volksabstimmung 2017 gegen ein Präsidialsystem eingesetzt haben und in Folge ein weiteres gemeinsames Vorgehen sicherstellen. Am 26. Januar 2023 traten die Partei für Demokratie und Wohlstand (DEVA) und die Zukunftspartei (GP) vom „Tisch der Sechs“ dem Bündnis der Nation bei.

## Wahlen 2018
Ziel bei den Parlamentswahlen 2018 war, in Provinzen und Landkreisen bestimmte Kandidaten von Parteien, deren Chance auf einen Abgeordnetenplatz höher ist, aufzustellen, um somit eine Mehrheit im Parlament zu erreichen. Durch die Teilnahme an diesem Bündnis wollten die DP und die SP ihre Wähler, die sonst aufgrund der Sperrklausel von zehn Prozent andere Parteien (deren „Überspringen“ dieser Klausel sicher ist; vor allem die AKP) wählen, wieder „zurückholen“. Zudem wurde das Bündnis durch die Demokratik Sol Parti unterstützt.
Die Partei der Glückseligkeit brachte zwei Kandidaten über Wahllisten der CHP in die Große Nationalversammlung der Türkei, die nach Angelobung zu ihrer eigentlichen Partei wechselten. Das Gleiche schaffte der Vorsitzende der Demokratischen Partei über die İyi-Partei.
Bei den gleichzeitig stattfindenden Präsidentschaftswahlen hingegen sollte jede Partei in der ersten Runde ihren eigenen Kandidaten aufstellen (wobei die DP Akşener unterstützte), womit die Chance auf eine Stichwahl maximiert werden sollte, bei welcher der Kandidat der Opposition die Unterstützung aller Parteien erhalten hätte (wobei es zu keiner Stichwahl kam).

## Kommunalwahl 2019
Die CHP und die İYİ einigten sich im Vorfeld zu den Kommunalwahlen am 31. März 2019 auf ein weiteres Bündnis. Demzufolge wird die İYİ in Städten wie İstanbul, Ankara und İzmir keine eigenen Kandidaten für das Amt des Oberbürgermeisters aufstellen und somit die CHP unterstützen. Die CHP ihrerseits verzichtet unter anderem in Balıkesir, Trabzon und Denizli auf eigene Kandidaten. Des Weiteren gibt es auch in den Wahlkreisen vieler Städte einen gemeinsamen Kandidaten. Insgesamt einigte man sich in 51 Städten/Provinzen auf eine Zusammenarbeit.
CHP und İYİ schafften es, in vier der fünf größten Städte des Landes (Istanbul, Ankara, Izmir und Adana) das Amt des Oberbürgermeisters zu gewinnen.

## Präsidentschaftswahl 2023
Der Vorsitzende der Cumhuriyet Halk Partisi (CHP), Kemal Kılıçdaroğlu, wurde als Präsidentschaftskandidaten des Bündnisses bestimmt, was zu Unzufriedenheit des zweitgrößten Partners des Bündnisses, der İyi Parti (IYI), führte. Am 3. März 2023 gab daraufhin die Vorsitzende der IYI, Meral Akşener, bekannt, Kemal Kılıçdaroğlu, nicht als gemeinsamen Präsidentschaftskandidaten zu unterstützen und zog kurzzeitig die Mitgliedschaft ihrer Partei aus dem Bündnis zurück. Am 6. März wurde daraufhin – nach öffentlicher Kritik – bekannt gegeben, dass die Partei zum Bündnis zurückkehren wird, nachdem das Versprechen gemacht wurde, dass im Falle des Sieges von Kemal Kılıçdaroğlu in der Präsidentschaftswahl 2023 Ekrem İmamoğlu, derzeit Bürgermeister von Istanbul, und Mansur Yavaş (beide CHP) als Vizepräsidenten ernannt werden.
Die Halkların Demokratik Partisi (HDP) erklärte, dass sie den gemeinsamen Kandidaten des Bündnisses in der ersten Runde der Präsidentschaftswahl 2023 unterstützen werde, wenn „das Profil ihres Präsidentschaftskandidaten in die politischen Standards der HDP-Wähler passt“.
Folgende Parteien kündeten externe Unterstützung des Präsidentschaftskandidaten an:
| Partei                   | Kürzel | Ausrichtung      | Vorsitzende/r     |
| ------------------------ | ------ | ---------------- | ----------------- |
| Bağımsız Türkiye Partisi | BTP    | Nationalismus    | Hüseyin Baş       |
| Türkiye Komünist Partisi | TKP    | Kommunismus      | Hüseyin Karabulut |
| Halkın Kurtuluş Partisi  | HKP    | Kommunismus      | Nurullah Ankut    |
| Türkiye İşçi Partisi     | TİP    | Kommunismus      | Erkan Baş         |
| Türkiye Değişim Partisi  | TDP    | Sozialdemokratie | Mustafa Sarıgül   |
| Liberal Demokrat Parti   | LDP    | Liberalismus     | Gültekin Tırpancı |
| Doğru Parti              | Doğru  | Kemalismus       | Rifat Serdaroglu  |

## Der „Tisch der Sechs“
Nach der Bildung eines „Sechs-Parteien-Tisches“ („Tisch der Sechs“) und einer Reihe von noch laufenden gemeinsamen Treffen zwischen Bündnismitgliedern und den Nichtmitgliedern der DEVA- und GELECEK-Parteien über die gemeinsame Arbeit an der Schaffung einer neuen Verfassung und der Rückkehr zu einem neuen parlamentarischen System entstanden die Spekulationen und die Idee einer "erweiterten Nationenallianz" in den Medien und in der Öffentlichkeit.
Im Rahmen ihrer laufenden gemeinsamen 6-Parteien-Kooperationstreffen unter dem Namen „Tisch der Sechs“ (türkisch: Altılı Masa) mit den Bündnismitgliedern İYİ, CHP, SP, DP, aber auch zusammen mit Nichtmitgliedern wie der Partei für Demokratie und Fortschritt (DEVA) und der Zukunftspartei (GP). Der Tisch arbeitet an einem neu vorgeschlagenen „verbesserten und gestärkten“ parlamentarischen System, das anderen parlamentarischen Demokratien nachempfunden ist und als demokratischer und stabiler gegenüber dem früheren parlamentarischen System der Türkei gilt, einschließlich einer neuen Verfassung, die die genannten Grundlagen und darüber hinaus garantiert.
Es wird auch erwartet, dass der Tisch über den gemeinsamen Kandidaten des Bündnisses (und möglicherweise aller Oppositionen) für die Präsidentschaftswahlen 2023 mit gemeinsamer Unterstützung entscheidet, was zu Spekulationen führt, dass die Parteien DEVA und GP dem Bündnis während dieser Wahlperiode beitreten könnten.
Am 26. Januar 2023 traten auch die restlichen Mitgliedsparteien des „Tisches der Sechs“ dem Bündnis der Nation bei.

## Mitgliedsparteien
| Partei                  | Wähleranteil                | Sitze   | Ausrichtung                                        | Vorsitzende(r)      |
| ----------------------- | --------------------------- | ------- | -------------------------------------------------- | ------------------- |
| Cumhuriyet Halk Partisi | 22,6 %                      | 139/600 | Kemalismus, Sozialdemokratie                       | Kemal Kılıçdaroğlu  |
| İyi Parti               | 10,0 %                      | 37/600  | Liberalismus, Türkischer Nationalismus, Kemalismus | Meral Akşener       |
| Demokrat Parti          | - (über Wahllisten der İYİ) | 2/600   | Liberal-Konservatismus                             | Gültekin Uysal      |
| Saadet Partisi          | 1,3 %                       | 1/600   | Millî Görüş, Islamismus                            | Temel Karamollaoğlu |

### Weitere Mitglieder, die beigetreten sind
| Partei                      | Wähleranteil               | Sitze | Ausrichtung                                     | Vorsitzende(r)  |
| --------------------------- | -------------------------- | ----- | ----------------------------------------------- | --------------- |
| Demokrasi ve Atılım Partisi | - (Abspaltung von der AKP) | 1/600 | Liberal-Konservatismus, Wirtschaftsliberalismus | Ali Babacan     |
| Gelecek Partisi             | - (Abspaltung von der AKP) | 0/600 | Liberal-Konservatismus                          | Ahmet Davutoğlu |

## Wahlergebnisse

### Parlamentswahlen
| Wahljahr | Stimmen    | Anteil  | Abgeordnete |
| -------- | ---------- | ------- | ----------- |
| 2018     | 17.013.340 | 33,94 % | 189/600     |

### Präsidentschaftswahlen
| Wahljahr | Stimmen    | Anteil  | Kandidat            |
| -------- | ---------- | ------- | ------------------- |
| 2018     | 15.336.861 | 30,64 % | Muharrem İnce       |
| 2018     | 3.649.253  | 7,29 %  | Meral Akşener       |
| 2018     | 443.774    | 0,89 %  | Temel Karamollaoğlu |

### Kommunalwahlen
| Wahljahr | Stimmen    | Anteil  | Großstadtgemeinden | Provinzstadtgemeinden |
| -------- | ---------- | ------- | ------------------ | --------------------- |
| 2019     | 17.443.527 | 37,57 % | 11/30              | 10/51                 |